# Heriades libericus
Heriades libericus är en biart som beskrevs av Cockerell 1931. Heriades libericus ingår i släktet väggbin, och familjen buksamlarbin. Inga underarter finns listade i Catalogue of Life.